# Engelepogon cingulifer
Engelepogon cingulifer là một loài ruồi trong họ Asilidae. Engelepogon cingulifer được Becker miêu tả năm 1913.